# Randolf
Randolf ist ein alter männlicher Vorname, der auch als Familienname verwendet wird.

## Bedeutung
Der Vorname stammt aus dem Althochdeutschen. Folgende Bedeutungen sind bekannt: Rand für Schild und olf für Wolf. 
Der Name und seine Varianten kommen im deutschsprachigen Raum nur noch sehr selten vor, im Gegensatz zum Vereinigten Königreich und den USA.

## Varianten
- Randolfo (italienisch)
- Randolph
- Randulf
- Randwig
- Raoul (französisch)
- Rando
- Randolfine (weibliche Form)
- Randolphine (weibliche Form)
- Randy (englisch)

## Namensträger

### Vorname
- Randolf von Estorff (* 1957), deutscher Volkswirt und Manager
- Randolf Kronberg (1942–2007), deutscher Schauspieler und Synchronsprecher
- Randolf Menzel (* 1940), deutscher Zoologe und Neurobiologe
- Randolf Peukert (1929–2009), deutscher Stabhochspringer
- Randolf Pohl (* 1970), deutscher Physiker
- Randolf Rausch (* 1950), deutscher Geologe
- Randolf Rodenstock (* 1948), deutscher Unternehmer und Wirtschaftsfunktionär
- Randolf Stich (1966–2023), deutscher Jurist und Politiker

Variante:
- Randolfo Pacciardi (1899–1991), italienischer Antifaschist und Politiker (PRI)

### Familienname
- Karl Randolf (1916–1993), österreichischer Dirigent
- Rolf Randolf (1878–1941; gebürtig Rudolf Zanbauer), österreichischer Schauspieler, Filmregisseur, Filmproduzent und Drehbuchautor